# Aurora Jhardi Massanet
Aurora Jhardi Massanet (Palma, 1979) és una activista i expolítica mallorquina.
Va ser portaveu de Guanyem Mallorca i regidora per la coalició Som Palma (nom de la formació morada Podem a Palma). Ocupà els càrrecs de primera tinent de batle, regidora de l’àrea de Funció Pública i Govern Interior i presidenta del districte Nord de Palma entre els anys 2015 i 2019 a l'Ajuntament de Palma, després de la dimissió del llavors regidor Miquel Comes per motius personals.
Llicenciada en Dret per la UIB, va ser representant a la facultat de Dret de la Unió d'Estudiants Progressistes i voluntària a llars de majors i menors tutelats amb la ONG Solidarios para el desarrollo.